# Oxysychus silvestrii
Oxysychus silvestrii är en stekelart som först beskrevs av Masi 1922.  Oxysychus silvestrii ingår i släktet Oxysychus och familjen puppglanssteklar. Inga underarter finns listade i Catalogue of Life.